# Leptocera mycophora
Leptocera mycophora är en tvåvingeart som beskrevs av Lorenzo Munari 1995. Leptocera mycophora ingår i släktet Leptocera och familjen hoppflugor.
Artens utbredningsområde är Sierra Leone. Inga underarter finns listade i Catalogue of Life.